# Little Jumper
《Little Jumper》，日本原名《リトル・ジャンパー》，港譯《Little Jumper未来少女》，台譯《时空少女Little Jumper》，是一部由神怪漫畫巨匠——高田裕三從2004年，在《Afternoon》上連載的漫畫時空穿越類作品。其中，以“為母親尋找基因救命葯”爲主綫，時空機器Time Jumper為賣點，描述異時空的父女相遇，並踏上輕鬆愉快的尋母之路的故事。
女主人公，15嵗的一之瀨千毬爲了“拯救母親”，在成澤巧教授的唆使下，違法回到17年前，並與17嵗的父親——一之瀨弘樹相遇。而同時受到唆使的，還包括三名時空跳躍機器Time Jumper的研究人員的女兒——緋村冴子、雨堂杏奈和榊亮。與此同時，日本時空管理局派出兩名工安搜查官進行逮捕行動；稍后，聯合國亦爲了制裁“時空偷渡者”派出了仲村愛。
尋母之路是快樂輕鬆而又起伏不斷的。然而，林林总总的巧合与线索卻充分表明了，仲村愛是一之瀨千毬的母親。而弘樹，則因爲一次意外，搭乘上簡易時空機器，來到了未來。
過去與未來的接軌，因果互換，雞和蛋谁为先、改變歷史還是忠實歷史等，乃是時空類作品不膩的話題。弘樹成爲歷史上第一名時空穿梭者后將會帶來什麽影響？這對命運多桀的父女又將如何拯救仲村愛？歷史真的可以改變嗎？請大家拭目以待。

## 主要出場人物
一之瀨弘樹

一之瀨千毬

仲村愛

一之瀨遙

百鳥可菜

小泉渚

不破主任

小櫻

成澤巧

緋村明

緋村冴子

雨堂航一郎

雨堂杏奈

榊照信

娜爾亞

榊亮

## 重要名詞

### Time Jumper
時空跳躍機，是國際新法歷（INLC）0010年，由國立帝秀院大學第三物理研究所的成澤巧教授、機械人工學科雨堂航一郎教授、時空物理學數據處理科緋村明助教授、岩神重工榊照信工程師和他的妻子娜爾亞工程師，還有很多企業以共同投資的形式參與開發而成的可以逆轉時空回到過去的機器。
其時空跳躍原理是通過把物質分解成粒子單位，以修復光碟（Recover Disk）紀錄分解前信息，然後在能夠逆時間而流動的粒子——時空逆上粒子的推動下，以類似反作用力的形式，將分解的粒子從過去帶到未來，並在未來通過修復光碟進行粒子重組。
現時出現過的種類有：
研究所停放的開發型機種，其中包括有：
0號機
緋村明搭乘的試飛型機种，圓蛋型，機體有TJ-0標紋，以收集資料爲主，在INLC0018年進行的時空跳躍過程中，由於計算錯誤，造成素粒子狀態的機體無法承受18年份的反逆上粒子造成的能量而解體，並在0008年的時空墜毀
1號機
一之瀨千毬搭乘的重動力型機種，螳螂型，機體有TJ徽章及TJ-1標紋，配有巨型鋼手、鑽頭、衝擊波等。
2號機
緋村冴子搭乘的火力型機種，狸貓上半身型，機體有TJ徽章及TJ-2標紋，配有加農炮。
3號機
雨堂杏奈搭乘的機種，形態未明，機體有TJ徽章及TJ-3標紋，
4號機
榊亮搭乘的速度型機種，飛鳥型，機體有TJ徽章及TJ-4標紋，
5號機
成澤巧搭乘的機種，甲殼蟲型，機體有TJ徽章及TJ-5標紋，
公安簡易型機種（含武器）；
公安不破主任和小櫻搜查官搭乘的警視廰機種。扁平橢圓的飛機型，機體有POLICE徽章及標紋。配有機關槍。
囯聯重型武器型機種；
仲村愛搭乘的機種。重甲載人機械人形態，機體有UN徽章及標紋。配有捕捉器發射炮、激光槍等。
沒有武器裝備的簡易型機種；
一之瀨弘樹搭乘的機種。扶手滑板形態，無武器裝備，機體有UN徽章及UN標紋。
等

## 作品更新情况
第一卷
包含内容：1~6话（连载话数，下同）
初版日期：2005/04/22（日版初版日期，下同）

第二卷
包含内容：7~13话
初版日期：2005/10/21

第三卷
包含内容：14~20话
初版日期：2006/06/23

第四卷
包含内容：21~27话
初版日期：2007/02/23

第五卷
包含内容：28~34话
初版日期：2007/08/23

第六卷
包含内容：35~42话
初版日期：2008/03/21

第七卷（最终卷）
包含内容：43~49话
初版日期：2008/09/22

单行本连载情况：
第49话在《Afternoon》结束了3年的连载

## 外部相關鏈接
- 講談社書籍俱樂部——高田老師日版書籍網購專題頁面，有畫集和漫畫《リトル・ジャンパー》等（日）